# 한스 베스트버그
한스 베스트버그(스웨덴어: Hans Vestberg)은 스웨덴의 기업가이다. 버라이즌 커뮤니케이션스의 현 회장(2019~ ) 겸 최고경영자(2018~ )이다.